# Tronul de Fier
"The Throne Iron " este ultimul episod al ultimului sezon al seriei americane fantastico-dramatice  Urzeala tronurilor. Este al șaselea episod al celui de-al optulea sezon și al 73-lea episod al seriei. Scris și regizat de creatorii seriei David Benioff și D.B. Weiss, a fost difuzat pe HBO în Statele Unite și Canada pe 19 mai 2019. 
"Tronul de Fier" prezintă personajele care se ocupă de devastarea reginei Daenerys Targaryen a capitalei celor șapte regate,  King's Landing, de asemenea acest episod determină cine va conduce în cele din urmă Westeros. 

## Producție

### Scriere
Episodul a fost scris de David Benioff și D.B. Weiss. 

### Filmări
Episodul a fost regizat de David Benioff și D.B. Weiss. 
În timpul filmării scenei Dragonpit din Sevilia, Spania, HBO a adus actori neimplicați în oraș pentru a ascunde aspecte ale scenariului. Două sticle de apă din plastic au fost observate de publicul din spatele picioarelor lui John Bradley și Liam Cunningham.

## Primire

### Evaluări
Episodul a fost vizionat de 13,6 milioane de telespectatori în prima sa transmisie pe HBO, făcându-l cel mai urmărit episod al serialului, depășind episodul precedent " The Bells ", precum și cea mai vizionată emisiune HBO vreodată, depășind cei 13,4 milioane de telespectatori ai episodului Clanul Soprano "For All Debts Public and Private". Un număr suplimentar de 5,7 milioane de spectatori au vizionat episodul pe platforme de streaming, ceea ce înseamnă un total de 19,3 milioane de spectatori.